# Benedetto Odescalchi-Erba
Benedetto Odescalchi-Erba  (né le 9 août 1679 à Côme dans la province du même nom en  Lombardie, et mort le 13 décembre 1740 à Milan) est un cardinal italien du XVIIIe siècle. 
Il est un grand-neveu du pape Innocent XI, l'oncle du cardinal Antonio Maria Erba-Odescalchi (1759) et le grand-oncle du cardinal Carlo Odescalchi (1823).

## Biographie
Benedetto Odescalchi-Erba  exerce diverses fonctions au sein de la Curie romaine, notamment  au Tribunal suprême de la Signature apostolique et comme vice-légat à Ferrare et à Bologne.
Il est nommé archevêque titulaire de Thessalonique (de) en 1711 et est consacré le 3 janvier 1712 par Fabrizio Paolucci. Il est envoyé comme nonce apostolique en Pologne. En 1712, il est transféré comme archevêque de Milan. 
Le pape Clément XI le crée cardinal lors consistoire du 30 janvier 1713. 
Le cardinal Erba-Odescalchi participe au conclave de  1721, lors duquel Innocent XIII est élu pape et à ceux de 1724 (élection de Benoît XIII) et 1730 (élection de Clément XII). 
En 1736 il renonce au gouvernement de son archidiocèse pour des raisons de santé et il ne participe pas au conclave de 1740 (élection de Benoît XIV).
Le cardinal Erba-Odescalchi meurt à Milan le 13 décembre 1740 à l'âge de 61 ans.

## Succession apostolique
Benedetto Odescalchi-Erba a ordonné les évêques suivants :
- Évêque Carlo Pignatelli (it), C.R. (1715)
- Évêque Gerolamo Francesco Malpasciuto (it) (1727)
- Évêque Casimiro Rossi Reyna, O.F.M.Obs. (1729)